# Berlandina ubsunurica
Berlandina ubsunurica är en spindelart som beskrevs av Yuri M. Marusik och Dmitri Viktorovich Logunov 1995. Berlandina ubsunurica ingår i släktet Berlandina och familjen plattbuksspindlar. Inga underarter finns listade.